# Сицилиец, или Любовь-живописец (пьеса)
«Сицили́ец, или Любо́вь-живопи́сец» (фр. Le Sicilien ou l'Amour peintre) — одноактная комедия Мольера, написанная в 1667 году. Впервые представлена 14 февраля 1667 года в Сен-Жермен-ан-Ле; комедия была повторно сыграна в парижском Пале-Рояль 10 июня 1667. Первый русский перевод выполнен в 1766 году Фёдором Волковым.
Эта пьеса, как часть «Балета Муз» с музыкой Люлли, предназначалась для устроенных королём Людовиком XIV с декабря 1666 года по февраль 1667 в его замке в Сен-Жермен-ан-Ле празднеств. В «Балете Муз» «Сицилиец» заменил две другие комедии Мольера, «Мелисерту» и «Комическую пастораль».

## Действующие лица и первые исполнители
- Дон Педро, сицилийский дворянин (Жан-Батист Поклен, прозванный Мольером)
- Адраст, французский дворянин, влюблённый в Исидору (Шарль Варле, прозванный Лагранжем)
- Исидора, гречанка, рабыня дона Педро (г-жа Дебри)
- Заида, молодая рабыня (госпожа Мольер)
- Сенатор (Филибер Гассо, прозванный Дю-Круази)
- Али, турок, раб Адраста (Франсуа Лёнуар, прозванный Латорилльером (?))
- Два лакея

## Сюжет
Адраст влюблён в Исидору, рабыню дона Педро, но ревнивый Дон Педро ни на минуту не оставляет её одну. Адраст нанимает музыкантов, которые поют под окном Исидоры серенаду. Возмущённый Дон Педро разгоняет музыкантов. Под горячую его руку попадает и слуга Адраста Али. Али обещает отмстить и придумать хитрость в помощь хозяину.
Исидора укоряет Дона Педро, что он ограничивает её свободу, ведь так ему никогда не добиться её любви. Али, переодетый турком, представляется учителем танцев и языком танца рассказывает Исидоре о любви к ней Адраста. Дон Педро прогоняет его, но Али предупреждает его, что его хозяин всё равно добьётся своего. 
Адраст проникает в дом Дона Педро под видом художника. Он рисует портрет Исидоры и метафорами объясняется ей в любви. Неожиданно заходит Али, переодетый испанским кавалером. Он отвлекает внимание Дона Педро, пока Адраст и Исидора договариваются о бегстве. 
Али и Адраст уходят, но появляется Заида. Она умоляет благородного сеньора укрыть её от преследования ревнивого мужа. Дон Педро прячет её в комнате Исидоры. В дом врывается Адраст. Он изображает гнев и требует вернуть Заиду. Дон Педро успокаивает Адраста и просит Заиду вернуться. В костюме Заиды с Адрастом дом покидает Исидора. Дон Педро обнаруживает обман и просит помощи у одного из сенаторов, но сенатор зовёт его на маскарад.
Спектакль заканчивается балетом с участием танцоров, переодетых маврами. Одного из мавров танцевал сам Людовик XIV, трех других - Месье (Филипп I Орлеанский) и маркизы де Виллеруа и де Рассан. Пары им составили Мадам (герцогиня Орлеанская), мадмуазель де Лавальер, мадам де Рошфор и мадмуазель де Бранка́.

## Музыка
- Партитура Люлли к комедии «Сицилиец, или Любовь-живописец» включает три сцены.
  - Сцена для трех музыкантов, изображающих Филена и Тирсиса, жалующихся на жестокость возлюбленных, и пастушка.
  - Сцена Али и четырёх танцующих рабов.
  - Заключительная сцена с танцующими маврами.

- Для новой постановки 1679 г. Марк Антуан Шарпантье сочинил новую музыку, включавшую увертюру, арию, дуэт-серенаду для двух музыкантов и одну инструментальную арию. Премьера состоялась 9 июня.